# Ignac Alojz Kleinmayr
Ignac Alojz Kleinmayr, slovenski založnik, tiskar in knjigotržec nemškega rodu, * 17. marec 1745, Celovec, † 1802, Žužemberk

## Življenje
Ignac Alojz Kleinmayr izhaja iz tiskarske in založniške rodbine Kleinmayr. Kljub temu, da je že kot deček izgubil očeta, je mati poskrbela, da je dobil široko splošno in strokovno izobrazbo. Najprej je obiskoval celovski licej, nato pa se je najbrž na Dunaju izučil tiskarske obrti. Seznanjal se je z nemško literaturo ter spoznaval svet prek knjig in popotovanj. Tako je postal eden najvidnejših koroških predstavnikov prosvetljenstva. Vemo, da je bil tudi član celovške prostozidarske lože.
Oktobra leta 1793 mu je v Celovcu umrla prva žena. Naslednje leto, dne 9. junija 1794, se je v Dobrli vasi ponovno poročil, tokrat s precej mlajšo damo, Ljubljančanko Theklo von Lieber. V zameno za doto, ki jo je prinesla v zakon, je Kleinmayr na njeno ime 6. julija 1794 prepisal ljubljansko knjigarno in tiskarno. Naslednji mesec je dal v zakup tudi celovško podjetje in se preselil na svoje posestvo v Žužemberk. Tu je leta 1802 tudi umrl, pokopali so ga na tamkajšnem pokopališču.

## Delo
Leta 1769 je prevzel družnsko podjetje. Ni se zadovoljil le s tem, da bi nadaljeval dobro utečeno delo tiskarne, ampak je kot tiskar, založnik in knjigotržec precej povečal dejavnost podjetja.
Tako je ze leta 1771 prosil, da bi mu dovolili na Koroškem odpreti še eno tiskarno. Cesarski urad na Dunaju je prošnjo zavmil. Leta 1776 je dobil ekskluzivno dovoljenje za izdajanje koledarjev na Koroškem, po večletnih prizadevanjih pa so mu na Dunaju leta 1778 potrdili privilegij za izdajanje in tiskanje šolskih knjig za Koroško in Kranjsko. Štiri leta kasneje (1782) so ugodno rešili njegovo prošnjo, da bi uredil tiskarno v Ljubljani. Novembra 1784 mu je bil podeljen desetletni privilegij, na podlagi katerega je postal edini tiskar uradnih deželnoknežjih predpisov v vseh treh notranjeavstrijskih deželah. 
Že vse od leta 1770 je izdajal tudi časopise. Najprej celovški Wochentlicher Auszug von Zeitungen, ki se je leta 1777 preimenoval v Klagenfurter Zeitung in je bil vse do leta 1848 edini koroški časopis. V Ljubljani je Kleinmayr zažel izdajati Wochentlicher Auszug von Zeitungen leta 1783. že naslednje leto ga je preimenoval v Laibacher Zeitung, časopis, ki je kontinuirano izhajal vse do leta 1918.
Ignac Alojz Kleinmayr je imel tudi več knjigarn. V Celovcu je nadaljeval delo v družinskem knjigotrškem podjetju, v Ljubljani pa je odprl podružnico leta 1782. Na Dunaju in v Leipzigu je imel komisijski skladišči. Leta 1789 je podedoval še dunajsko univerzitetno knjigamo. Ignac Alojz Kleinmayr se je ukvarjal tudi s proizvodnjo papirja. Okoli leta 1786 je kupil in modeniziral mlin za papir na Krki v Žužemberku.
Leta 1787 je cesar Jozef II. Kleinmayrju, ki je bil vsestransko uspešen in podjeten tiskar, knjigotržec in podjetnik, podelil plemiški naslov. Tako ni čudno, da je bil Kleinmayr vnet zagovonik jožefinizma. Po cesarjevi smrti se v novih razmerah ni najbolje znašel. Deloma so temu botrovale tudi Kleinmayrjeve družinske razmere.
Ignac Alojz Kleinmayr je ze pred prihodom v Ljubljano tiskal knjige, ki so pomembne za slovensko zgodovino. Tako so izšla v Celovcu dela Marka Hanžiča Historia reformationis religionis in Sfyria, Carinthia et Carniolia (1769), Gutsmanove knjige Christianske resnize (1770), Windische Sprachlehre (1777) in nemško slovenski slovar (Deutsch-win-disches Worterbuch mit einer Sammlung der uerdeutschten windischen Stammworter, und einiger uorzuglichern abstammenden Worter, 1789. 
V Kleinmayrjevi Ljubljanski tiskami so tiskali v nemščini in slovenščini. Med nemškimi tiski sta zelo pomembna periodična publikacija Laibacher Schreibkalender in časnik Laibacher Zeitung. Poleg tega je izšla še vrsta uradnih tiskov in nemških patriotičnih spisov (npr. Sammlung der kaiserlichen koniglichen landesfurstlichen Verordnungen fur das Jahr 1789). V slovenščini pa je izdajal nabožne knjige (npr. Gašper Rupnik, Peisme od kershanskiga uuka po versti tega katechisma, 1784) in priročnike za preprosto ljudstvo (npr. J. G. Wolstejn, Bukuvze od Shuinskih bolesni sa kmeteshke ludy, 1784; isti, Bukue od kug inu bolesen Goueje Shiuine, tih Ovaz inu Suin sa Kmete, 1792). Tesno je sodeloval tudi z Antonom Tomažem Linhartom. Leta 1790 je natisnil njegovo komedijo Ta uesseli dan, all Matizhek se sheni.
Delo ljubljanskega knjigotržca Ignaca Alojza Kleinmayrja najbolje spoznamo preko časopisnih reklam, v katerih je predstavljal zalogo svoje knjigarne, ki jo je imel v središču mesta na Mestnem trgu. Njegova Laibacher Zeitung s prilogo Wochentliches Kundschaftsblatt je vse od začetka, torej od leta 1784, prinašala tudi notice o novostih ljubljanskih knjigan, na primer Komove, Klemensove, Prombergarjeve in seveda Kleinmayrjeve. Oglasi so se pogosto ponavljali, saj je večkrat ponujal iste naslove skozi vse leto.